# Ficção investigativa

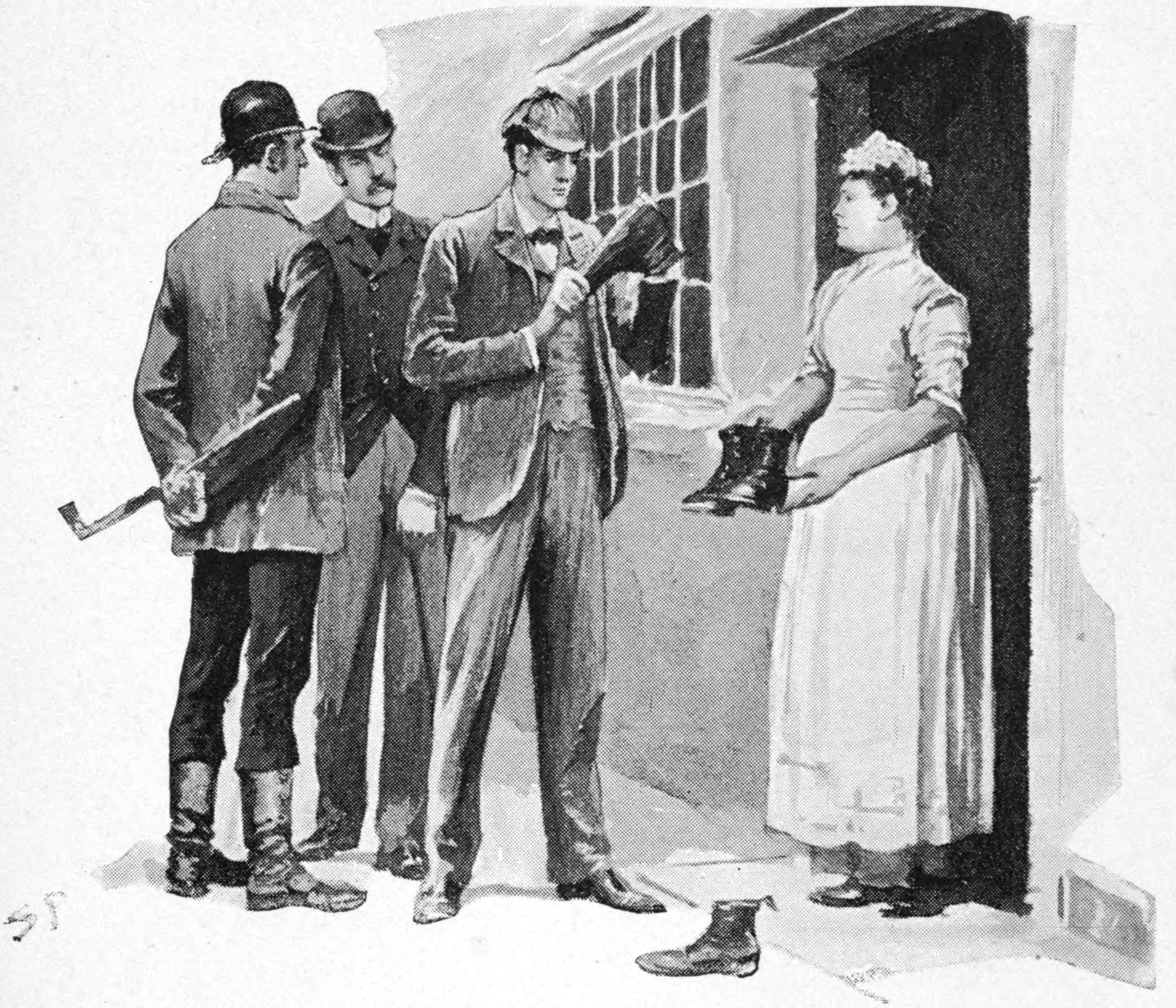
O detetive consultor Sherlock Holmes examina as botas de um suspeito em uma ilustração da história de 1891, "O Mistério do Vale Boscombe"

A ficção investigativa é um subgênero da ficção policial e da ficção de mistério em que um investigador ou detetive - seja ele profissional, amador ou aposentado - investiga um crime, geralmente um assassinato. O gênero de investigação começou por volta da mesma época que a ficção especulativa e outros gêneros de ficção, em meados do século XIX, e permaneceu extremamente popular, principalmente em romances. Alguns dos heróis mais famosos da ficção investigativa incluem C. Auguste Dupin, Sherlock Holmes e Hercule Poirot. Histórias juvenis com The Hardy Boys, Nancy Drew e The Boxcar Children também permaneceram impressas por várias décadas.

## História

### Antiguidade
Alguns estudiosos, como R. H. Pfeiffer, sugeriram que certos textos antigos e religiosos têm semelhanças com o que mais tarde seria chamado de ficção investigativa. Na história de Susana e os Anciãos do Antigo Testamento (a Bíblia Protestante localiza essa história entre os apócrifos), o relato feito por duas testemunhas foi interrompido quando Daniel as interrogou. Em resposta, o autor Julian Symons argumentou que "aqueles que procuram fragmentos de detecção na Bíblia e em Heródoto estão procurando apenas quebra-cabeças" e que esses quebra-cabeças não são histórias de detetive. Na peça Édipo Rei, do dramaturgo grego antigo Sófocles, Édipo investiga o assassinato não solucionado do rei Laio e descobre a verdade após questionar várias testemunhas de que ele próprio é o culpado. Embora "a investigação de Édipo seja baseada em métodos sobrenaturais e pré-racionais evidentes na maioria das narrativas de crime até o desenvolvimento do pensamento iluminista nos séculos XVII e XVIII", essa narrativa tem "todas as características centrais e elementos formais da história de detetive, incluindo um mistério em torno de um assassinato, um círculo fechado de suspeitos e a descoberta gradual de um passado oculto".

### Árabe antigo
As Mil e Uma Noites contêm várias das primeiras histórias de detetive, antecipando a ficção investigativa moderna. O exemplo mais antigo conhecido de uma história de detetive foi "As Três Maçãs", um dos contos narrados por Xerazade em As Mil e Uma Noites (Nas Noites Árabes). Nessa história, um pescador descobre um baú pesado e trancado ao longo do rio Tigre, que ele vende para o Califa Abássida, Harun al-Rashid. Quando Harun abre o baú, descobre o corpo de uma jovem cortada em pedaços. Harun, então, ordena que seu vizir, Ja'far ibn Yahya, resolva o crime e encontre o assassino em três dias, sob pena de ser executado se falhar em sua tarefa. O suspense é gerado por meio de várias reviravoltas na trama que ocorrem à medida que a história avança. Com essas características, essa obra pode ser considerada um arquétipo da ficção investigativa. Ela antecipa o uso da cronologia reversa na ficção investigativa moderna, em que a história começa com um crime antes de apresentar uma reconstrução gradual do passado.
A principal diferença entre Ja'far (As Três Maçãs) e detetives da ficção investigativa posteriores, como Sherlock Holmes e Hercule Poirot, é que Ja'far não tem nenhum desejo real de resolver o caso. O mistério do enigma é resolvido quando o próprio assassino confessa seu crime. Isso, por sua vez, leva a outra tarefa na qual Ja'far precisa encontrar o culpado que instigou o assassinato em três dias ou será executado. Mais uma vez, Ja'far não consegue encontrar o culpado antes do prazo, mas, por acaso, descobre um item importante. No final, ele consegue resolver o caso por meio do raciocínio para evitar sua própria execução.
Por outro lado, duas outras histórias de Nas Noites da Arábia, "O Mercador e o Ladrão" e "Ali Khwaja", contêm dois dos primeiros detetives fictícios, que descobrem pistas e apresentam provas para capturar ou condenar um criminoso conhecido do público, com a história se desenrolando na cronologia normal e o criminoso já conhecido do público. O último envolve um clímax em que o detetive protagonista Ali Khwaja apresenta provas de peritos criminais em um tribunal.

### Chinês antigo
Gong'an (公案小说, literalmente: "registros de casos de um tribunal de direito público") é o gênero mais antigo conhecido da ficção investigativa chinesa.
Algumas histórias conhecidas incluem a história da dinastia Yuan O Círculo de Giz (chinês: 灰闌記), a coleção de histórias da dinastia Ming Bao Gong An (chinês: 包公案) e a coleção de histórias Di Gong An do século XVIII (chinês: 狄公案). A última foi traduzida para o inglês como Celebrated Cases of Judge Dee (Casos Famosos do Juiz Di) pelo sinologista holandês Robert Van Gulik, que usou o estilo e os personagens para escrever a série original do Juíz Di.
O herói/detetive desses romances era, em geral, um juiz tradicional ou um oficial semelhante, baseado em personagens históricos como o Juiz Bao (Bao Qingtian) ou o Juiz Di (Di Renjie). Embora os personagens históricos possam ter vivido em um período anterior (como a dinastia Song ou dinastia Tang), a maioria das histórias é escrita no período posterior da dinastia dinastia Ming ou da dinastia Qing.
Esses romances diferem da tradição do estilo ocidental em vários pontos, conforme descrito por Van Gulik:
- O detetive é o magistrado local que geralmente está envolvido em vários casos não relacionados ao mesmo tempo;

- O criminoso é apresentado logo no início da história e seu crime e suas razões são cuidadosamente explicados, constituindo assim uma história investigativa invertida em vez de um "quebra-cabeça";

- As histórias têm um elemento sobrenatural, com fantasmas contando às pessoas sobre suas mortes e até mesmo acusando o criminoso;

- As histórias são repletas de digressões sobre filosofia, textos completos de documentos oficiais e muito mais, resultando em livros longos;

- Os romances tendem a ter um enorme elenco de personagens, geralmente na casa das centenas, todos descritos com suas relações com os vários atores principais da história.

Van Gulik escolheu Di Gong An para traduzir porque, em sua opinião, ele estava mais próximo do estilo literário ocidental e tinha mais chances de atrair leitores não chineses.
Várias obras de Gong'an podem ter sido perdidas ou destruídas durante a Inquisição Literária e a guerras na China antiga. Na cultura tradicional chinesa, esse gênero era de baixo prestígio e, portanto, menos digno de preservação do que obras como filosofia ou poesia. Apenas volumes pequenos ou incompletos podem ser encontrados, por exemplo, a única cópia de Di Gong An foi encontrada em uma loja de livros de segunda-mão em Tóquio, Japão.

### Início no ocidente

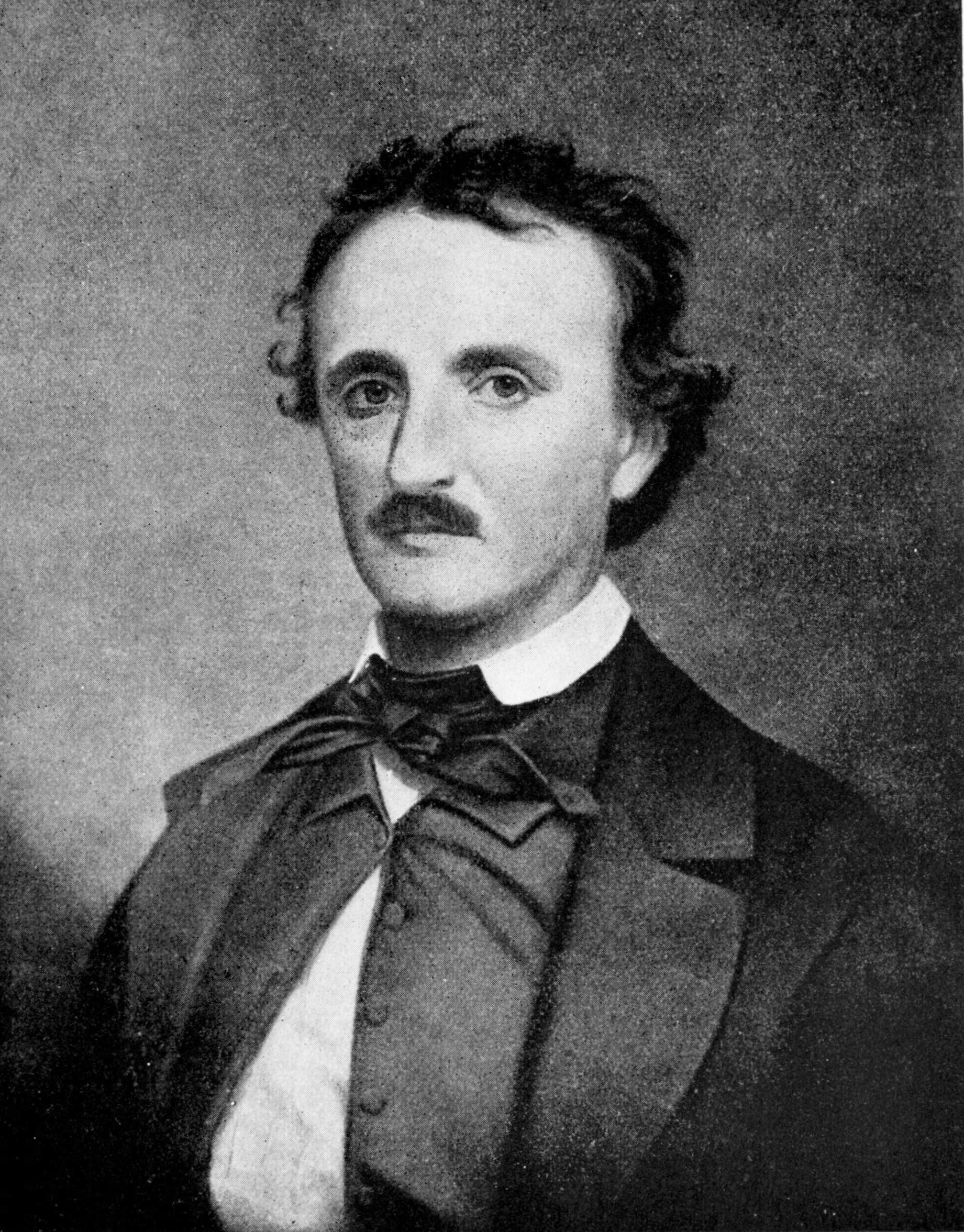
Edgar Allan Poe (1809–1849)

Um dos primeiros exemplos de ficção investigativa na literatura ocidental é Zadig (1748) de Voltaire, que apresenta um personagem principal que realiza análises. As Coisas como Elas São; ou, As Aventuras de Caleb Williams (1794) de William Godwin, retrata a lei protegendo o assassino e destruindo o inocente.
O anônimo Richmond, or stories in the life of a Bow Street officer, de Thomas Skinner Sturr, foi publicado em Londres em 1827, a história dinamarquesa The Rector of Veilbye, de Steen Steensen Blicher, foi escrita em 1829, e o romance policial norueguês Mordet paa Maskinbygger Roolfsen ("O assassinato do fabricante de motores Roolfsen"), de Maurits Hansen, foi publicado em dezembro de 1839.
"Das Fräulein von Scuderi" é um conto de 1819 de E. T. A. Hoffmann, no qual Mlle de Scudery estabelece a inocência do suspeito favorito da polícia no assassinato de um joalheiro. Essa história é às vezes citada como a primeira história de detetive e como uma influência direta em "Os Assassinatos da Rua Morgue" (1841) de Edgar Allan Poe.
Também sugerida como uma possível influência sobre Poe está "The Secret Cell", um conto publicado em setembro de 1837 por William Evans Burton. Sugeriu-se que essa história pode ter sido conhecida por Poe, que em 1839 trabalhou para Burton. A história era sobre um policial londrino que resolve o mistério de uma garota sequestrada. O detetive fictício de Burton se baseava em métodos práticos, como o trabalho persistente com as pernas, o conhecimento do submundo e a vigilância secreta, em vez do brilhantismo da imaginação ou do intelecto.

### Estabelecimento do gênero em inglês
Considera-se que a ficção investigativa no mundo de língua inglesa começou em 1841 com a publicação de "Os assassinatos na Rua Morgue", de Poe, apresentando "o primeiro detetive fictício, o excêntrico e brilhante C. Auguste Dupin". Quando o personagem apareceu pela primeira vez, a palavra detetive ainda não havia sido usada em inglês, no entanto, o nome do personagem, "Dupin", originou-se da palavra inglesa dupe ou deception (engano). Poe criou uma "fórmula de enredo que tem sido bem-sucedida desde então, com algumas variáveis". Poe publicou outros contos de Auguste Dupin: "O mistério de Marie Rogêt", em 1842, e "A carta roubada", em 1844.
Poe se referia a suas histórias como "contos de racionalização". Em histórias como essas, a principal preocupação do enredo é descobrir a verdade, e o meio habitual de obter a verdade é um processo complexo e misterioso que combina lógica intuitiva, observação astuta e inferência perspicaz. "As primeiras histórias investigativas tendiam a seguir um protagonista investigador desde a primeira cena até a última, tornando o desvendamento uma questão mais prática do que emocional." "O Mistério de Marie Rogêt" é particularmente interessante porque é um relato pouco ficcionalizado baseado na teoria de Poe sobre o que aconteceu com Mary Cecilia Rogers na vida real.
William Russell (1806-1876) foi um dos primeiros autores ingleses a escrever "memórias policiais" fictícias, contribuindo com uma série irregular de histórias (sob o pseudônimo de "Waters") para o Chambers's Edinburgh Journal entre 1849 e 1852. Coletâneas não autorizadas de suas histórias foram publicadas na cidade de Nova Iorque em 1852 e 1853, intituladas The Recollections of a Policeman (As lembranças de um policial). Doze histórias foram então reunidas em um volume intitulado Recollections of a Detective Police-Officer (Lembranças de um policial detetive), publicado em Londres em 1856.

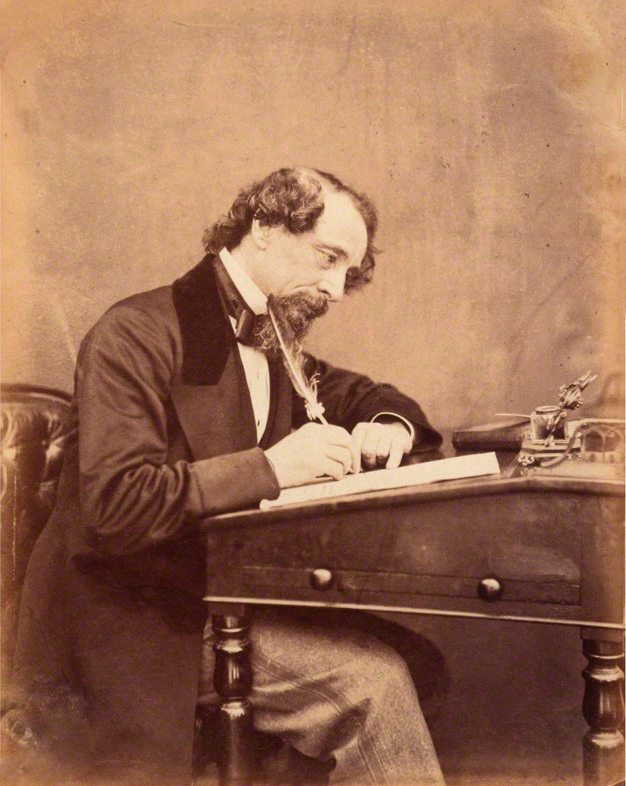
Charles Dickens (1812–1870). Foto de 1858

A crítica literária Catherine Ross Nickerson atribui a Louisa May Alcott a criação da segunda obra mais antiga da ficção investigativa moderna, atrás apenas das próprias histórias de Dupin de Poe, com o thriller de 1865 "V.V., or Plots and Counterplots". Um conto publicado anonimamente por Alcott, a história trata de um aristocrata escocês que tenta provar que uma mulher misteriosa matou sua noiva e seu primo. O detetive do caso, Antoine Dupres, é uma paródia de Auguste Dupin, que está menos preocupado em solucionar o crime do que em preparar uma maneira de revelar a solução com um floreio dramático. Ross Nickerson observa que muitos dos escritores americanos que fizeram experiências com as regras estabelecidas por Poe para o gênero eram mulheres, inventando um subgênero de ficção investigativa doméstica que floresceu por direito próprio por várias gerações. Entre elas estão os dois romances policiais de Metta Fuller Victor, The Dead Letter (1867) e The Figure Eight (1869). The Dead Letter é notável como a primeira obra completa de ficção investigativa americana.
Émile Gaboriau foi um pioneiro do gênero de ficção investigativa na França. Em Monsieur Lecoq (1868), o personagem-título é adepto do disfarce, uma característica fundamental dos detetives. Considera-se que os textos de Gaboriau também contêm o primeiro exemplo de um detetive examinando minuciosamente a cena do crime em busca de pistas.
Outro exemplo inicial de um whodunit é uma subtrama no romance A Casa Soturna (1853) de Charles Dickens. O advogado conivente Tulkinghorn é morto em seu escritório tarde da noite, e o crime é investigado pelo inspetor Bucket da polícia metropolitana. Vários personagens apareceram na escadaria que levava ao escritório de Tulkinghorn naquela noite, alguns deles disfarçados, e o inspetor Bucket precisa desvendar esses mistérios para identificar o assassino. Dickens também deixou um romance inacabado quando de sua morte, O Mistério de Edwin Drood.

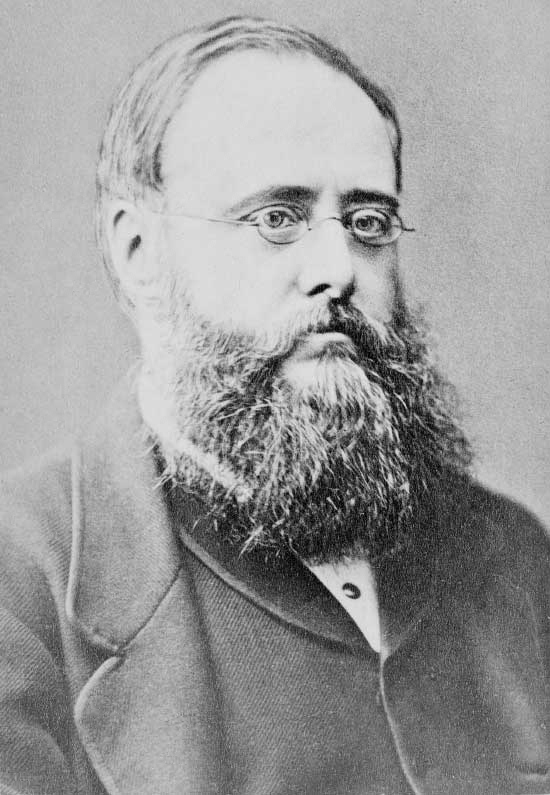
Wilkie Collins (1824–1889)

O pupilo de Dickens, Wilkie Collins (1824-1889) - às vezes chamado de "avô da ficção investigativa inglesa" - é responsável pelo primeiro grande romance de mistério, A Mulher de Branco. T. S. Eliot chamou o romance de Collins, A Pedra da Lua (1868), de "o primeiro, o mais longo e o melhor dos romances policiais ingleses modernos [...] em um gênero inventado por Collins e não por Poe", e Dorothy L. Sayers o chamou de "provavelmente a melhor história de detetive já escrita". A Pedra da Lua contém várias ideias que estabeleceram no gênero várias características clássicas da história de detetive do século XX:
- Roubo de casa de campo inglesa

- Um "feito interno"

- Pistas falsas

- Um investigador famoso, habilidoso e profissional

- Polícia local desastrada

- Investigações de detetives

- Grande número de falsos suspeitos

- O "suspeito menos provável"

- Um assassinato rudimentar em um "quarto trancado"

- Uma reconstrução do crime

- Uma reviravolta final no enredo

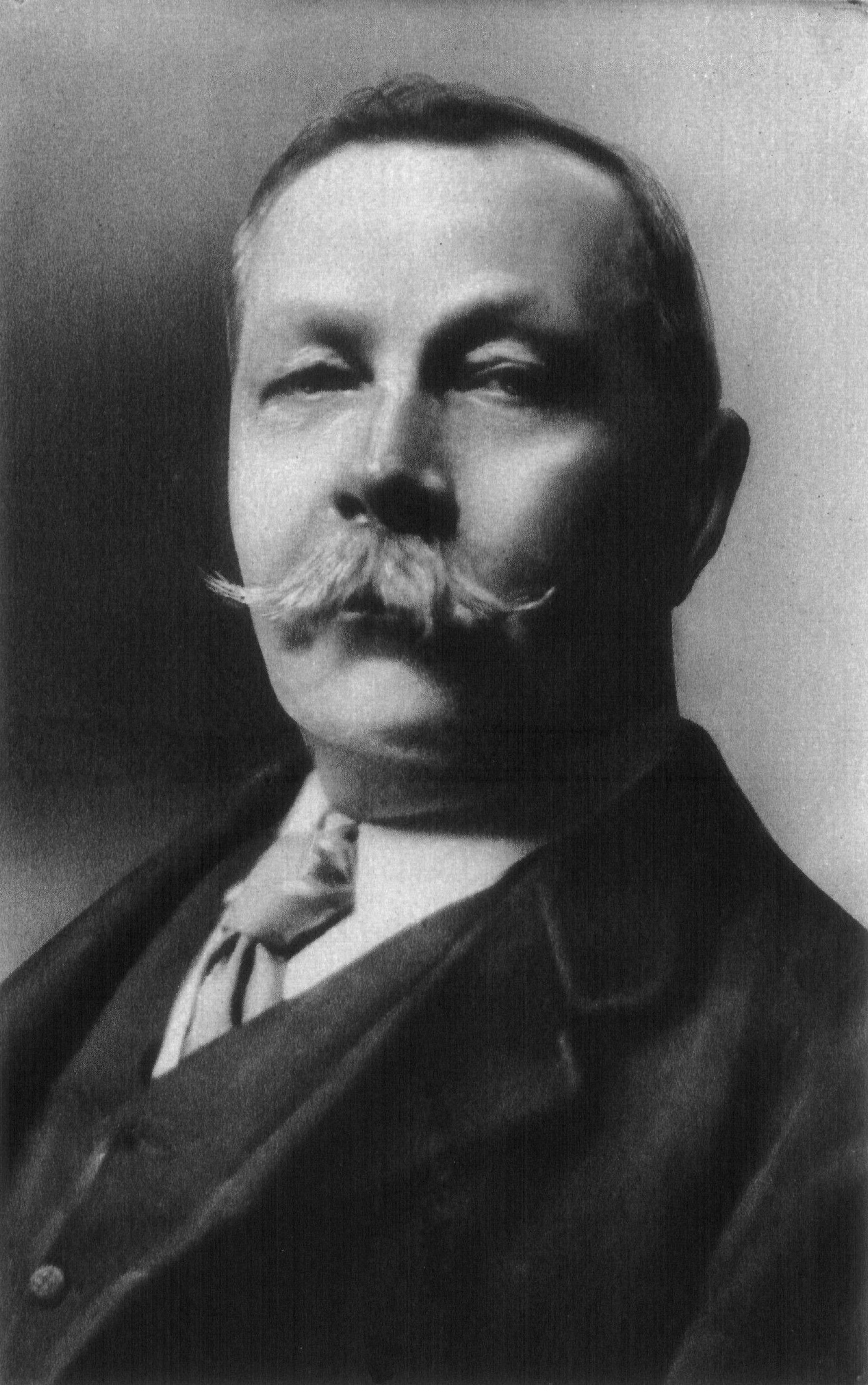
Arthur Conan Doyle (1859–1930)

Embora A Pedra da Lua seja geralmente visto como o primeiro romance policial, há outros candidatos a essa honra. Vários críticos sugerem que o menos conhecido The Notting Hill Mystery (1862-1863), escrito pelo pseudônimo "Charles Felix" (mais tarde identificado como Charles Warren Adams), o precedeu em vários anos e foi o primeiro a usar técnicas que viriam a definir o gênero.
Os críticos literários Chris Willis e Kate Watson consideram o primeiro livro de Mary Elizabeth Braddon, o ainda mais antigo The Trail of the Serpent (1861), como o primeiro romance policial britânico. The Trail of the Serpent "apresenta uma figura inovadora de detetive, Mr. Peters, que é de classe baixa e mudo, e que é inicialmente descartado tanto pelo texto quanto por seus personagens". A obra posterior e mais lembrada de Braddon, Aurora Floyd (impressa em forma de romance em 1863, mas serializada em 1862-63), também apresenta um detetive convincente na pessoa do detetive Grimstone da Scotland Yard.
O melodrama de Tom Taylor, The Ticket-of-Leave Man, uma adaptação de Léonard por Édouard Brisbarre e Eugène Nus, apareceu em 1863, apresentando Hawkshaw, o detetive. Em suma, é difícil estabelecer quem foi o primeiro a escrever um romance policial em língua inglesa, pois vários autores exploravam o tema simultaneamente.
Anna Katharine Green, em sua estreia em 1878, The Leavenworth Case e outras obras, popularizou o gênero entre os leitores de classe média e ajudou a moldar o gênero em sua forma clássica, além de desenvolver o conceito de detetive em série.
Em 1887, Arthur Conan Doyle criou Sherlock Holmes, provavelmente o mais famoso de todos os detetives fictícios. Embora Sherlock Holmes não seja o detetive fictício original (ele foi influenciado por Dupin, de Poe, e Lecoq, de Gaboriau), seu nome se tornou um sinônimo para o papel. Conan Doyle afirmou que o personagem de Holmes foi inspirado no Dr. Joseph Bell, para quem Doyle havia trabalhado como funcionário na Edinburgh Royal Infirmary. Assim como Holmes, Bell era conhecido por tirar grandes conclusões a partir das menores observações. Brilhante "detetive consultor" residente em Londres no número 221B da Baker Street, Holmes é famoso por suas proezas intelectuais e pelo uso hábil da observação astuta, do raciocínio dedutivo e das habilidades forenses para resolver casos difíceis. Conan Doyle escreveu quatro romances e cinquenta e seis contos com Holmes, e todas as histórias, com exceção de quatro, são narradas pelo amigo, assistente e biógrafo de Holmes, Dr. John H. Watson.

## Romances da Era de Ouro

Agatha Christie (1890–1976)

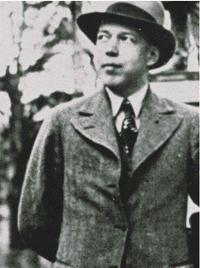
Mika Waltari (1908–1979), mais conhecido por seus romances históricos, também escreveu romances policiais, como Inspetor Palmus.

O período entre a Primeira e a Segunda Guerra Mundial (décadas de 1920 e 1930) é geralmente chamado de Era de Ouro da Ficção Investigativa. Durante esse período, surgiram vários escritores muito populares, incluindo principalmente britânicos, mas também um subconjunto notável de escritores americanos e neozelandeses. As escritoras constituíram a maior parte dos escritores notáveis da Era de Ouro. Agatha Christie, Dorothy L. Sayers, Josephine Tey, Margery Allingham e Ngaio Marsh foram escritoras particularmente famosas dessa época. Com exceção de Ngaio Marsh (neozelandesa), todas eram britânicas.
Várias convenções do gênero policial foram padronizadas durante a Era de Ouro e, em 1929, algumas delas foram codificadas pelo padre católico inglês e autor de histórias policiais Ronald Knox em seu "Decálogo" de regras para a ficção investigativa. Uma de suas regras era evitar elementos sobrenaturais para que o foco permanecesse no mistério em si. Knox argumentou que uma história de detetive "deve ter como principal interesse o desvendamento de um mistério, um mistério cujos elementos são claramente apresentados ao leitor em um estágio inicial dos procedimentos e cuja natureza é tal que desperta curiosidade, uma curiosidade que é gratificada no final". Outra convenção comum nas histórias de detetive da Era de Ouro envolvia uma pessoa de fora - às vezes um investigador assalariado ou um policial, mas geralmente um amador talentoso - investigando um assassinato cometido em um ambiente fechado por um de um número limitado de suspeitos.
O subgênero mais difundido do romance policial tornou-se o whodunit (ou whodunnit, abreviação de "who done it?", ou "quem fez isso?"). Nesse subgênero, pode-se usar de grande engenhosidade ao narrar o crime, geralmente um homicídio, e a investigação subsequente. Esse objetivo era ocultar a identidade do criminoso do leitor até o final do livro, quando o método e o culpado são revelados. De acordo com os acadêmicos Carole Kismaric e Marvin Heiferman, "A era de ouro da ficção investigativa começou com detetives amadores de alta classe farejando assassinos à espreita em jardins de rosas, em ruas rurais e em vilarejos pitorescos. Muitas convenções do gênero ficção investigativa evoluíram nessa época, à medida que vários escritores - de artistas populistas a poetas respeitados - tentavam escrever histórias de mistério".
John Dickson Carr, que também escreveu como Carter Dickson, usou a abordagem de "quebra-cabeça" em seus textos, caracterizada pela inclusão de um quebra-cabeça complexo para o leitor tentar desvendar. Ele criou enredos engenhosos e aparentemente impossíveis e é considerado o mestre do "mistério do quarto trancado". Duas das obras mais famosas de Carr são The Case of Constant Suicides (1941) e The Hollow Man (1935). Outro autor, Cecil Street, que também escreveu como John Rhode, apresentou um detetive, Dr. Priestley, especializado em dispositivos técnicos elaborados. Nos Estados Unidos, o subgênero whodunit foi adotado e ampliado por Rex Stout e Ellery Queen, entre outros. A ênfase em regras formais durante a Era de Ouro produziu grandes obras, embora com formas altamente padronizadas. Os romances mais bem-sucedidos dessa época incluíam "um enredo original e empolgante, distinção na escrita, um senso vívido de lugar, um herói memorável e atraente e a capacidade de atrair o leitor para seu mundo reconfortante e altamente individual".

### Whodunit
Um whodunit ou whodunnit (uma elisão coloquial de "Who [has] done it?" ou "Who did it?", "Quem fez isso?") é uma variedade complexa e orientada para o enredo da história de detetive em que o público tem a oportunidade de se envolver no mesmo processo de dedução que o protagonista durante a investigação de um crime. O leitor ou espectador recebe as pistas a partir das quais a identidade do criminoso pode ser deduzida antes que a história faça a revelação em seu clímax. O "whodunit" floresceu durante a chamada "Era de Ouro" da ficção investigativa, entre 1920 e 1950, quando era o modo predominante de escrever sobre crimes.

### Agatha Christie
Agatha Christie não é apenas a escritora mais famosa da Era de Ouro, mas também é considerada uma das autoras mais famosas de todos os gêneros de todos os tempos. Na época de sua morte, em 1976, "ela era a romancista mais vendida da história".
Muitos dos livros mais populares da Era de Ouro foram escritos por Agatha Christie. Ela produziu longas séries de livros com personagens de detetives como Hercule Poirot e Miss Marple, entre outros. Seu costume de basear suas histórias em quebra-cabeças complexos, "combinado com seus personagens estereotipados e cenários pitorescos de classe média", é creditado por seu sucesso. Entre as obras de Christie estão Assassinato no Expresso do Oriente (1934), Morte no Nilo (1937), Três Ratos Cegos (1950) e E Não Sobrou Nenhum (1939).

## Por país

### China
Durante a Era de Ouro da ficção policial da China (1900-1949), traduções de clássicos ocidentais e ficções investigativas chinesas nativas circularam no país.
Cheng Xiaoqing conheceu as histórias altamente populares de Conan Doyle quando era adolescente. Nos anos seguintes, ele desempenhou um papel importante ao traduzi-las primeiro para o chinês clássico e depois para o vernáculo. As obras traduzidas de Sir Arthur Conan Doyle por Cheng Xiaoqing apresentaram à China um novo tipo de estilo narrativo. A ficção investigativa ocidental que foi traduzida geralmente enfatizava "a individualidade, a igualdade e a importância do conhecimento", convencendo a China de que era o momento de abrir os olhos para o resto do mundo.
Esse estilo deu início ao interesse da China pela ficção policial popular e foi o que levou Cheng Xiaoqing a escrever seu próprio romance de ficção policial, Sherlock em Xangai. No final da década de 1910, Cheng começou a escrever ficção investigativa no estilo de Conan Doyle, com Bao como narrador semelhante a Watson, um raro exemplo de apropriação direta da ficção estrangeira. Famoso como o "Sherlock Holmes oriental", a dupla Huo Sang e Bao Lang se tornou equivalente aos personagens Sherlock Holmes e Dr. Watson de Doyle.

### Irã
"Sadiq Mamquli, The Sherlock Holmes of Iran, The Sherriff of Isfahan" é a primeira grande ficção investigativa em persa, escrita por Kazim Musta'an al-Sultan (Houshi Daryan). Foi publicado pela primeira vez em 1925. Não houve nenhum relato biográfico do autor do livro por mais de 70 anos até ser identificado após a reimpressão do livro em 2017.

### Japão
Edogawa Rampo é o primeiro grande escritor japonês de mistério moderno e fundador do Detective Story Club no Japão. Rampo era um admirador dos escritores de mistério ocidentais. Ele ganhou fama no início da década de 1920, quando começou a trazer para o gênero muitos elementos bizarros, eróticos e até mesmo fantásticos. Isso se deve, em parte, à tensão social que antecedeu a Segunda Guerra Mundial. Em 1957, Seichō Matsumoto recebeu o prêmio Mystery Writers of Japan Award por seu conto O Rosto (顔 kao). O Rosto e os trabalhos subsequentes de Matsumoto deram início à "escola social" (社会派 shakai ha) dentro do gênero, que enfatizava o realismo social, descrevia crimes em um ambiente comum e definia os motivos dentro de um contexto mais amplo de injustiça social e corrupção política. Desde a década de 1980, surgiu uma "nova escola ortodoxa" (新本格派 shin honkaku ha). Ela exige a restauração das regras clássicas da ficção investigativa e o uso de elementos mais autorreflexivos. Entre os autores famosos desse movimento estão Soji Shimada, Yukito Ayatsuji, Rintaro Norizuki, Alice Arisugawa, Kaoru Kitamura e Taku Ashibe.

### Índia
Kottayam Pushpanath, um escritor prolífico, deu vida a uma série vívida de personagens e mistérios. Pushpanath lecionou história por vários anos antes de se tornar escritor em tempo integral. Foi na última década de 1960 que ele fez sua estreia literária com Chuvanna Manushyan. Pushpanath é autor de mais de 350 romances policiais.

### Paquistão
Ibn-e-Safi é o escritor de ficção investigativa mais popular do Urdu. Ele começou a escrever suas famosas histórias de espionagem da série Jasoosi Dunya em 1952 com o Coronel Fareedi e o Capitão Hameed como personagens principais. Hameed como personagens principais. Em 1955, começou a escrever romances de espionagem da série Imran com Ali Imran como X2, o chefe do serviço secreto, e seus companheiros. Após sua morte, muitos outros escritores assumiram o personagem Ali Imran e escreveram romances de espionagem.
Outro escritor popular de romances de espionagem foi Ishtiaq Ahmad, que escreveu as séries de romances de espionagem do inspetor Jamsheed, do inspetor Kamran Mirza e do irmão Shooki.

### Rússia
As histórias sobre ladrões e detetives eram muito populares na Rússia desde os tempos antigos. O herói mais famoso do século XVIII foi Ivan Osipov (1718 - depois de 1756), apelidado de Ivan Kain. Outros exemplos das primeiras histórias de detetive russas são: "Destino Amargo" (1789) de M. D. Chulkov (1743-1792), "O Anel de Dedo" (1831) de Yevgeny Baratynsky, "O Fantasma Branco" (1834) de Mikhail Zagoskin, Crime e Castigo (1866) e Os Irmãos Karamazov (1880) de Fiódor Dostoevsky. A ficção investigativa na literatura russa moderna com enredos claros de detetive começou com O Raio da Morte de Garin (1926-1927) e O Ouro Negro (1931) de Aleksey Nikolayevich Tolstoi, Mess-Mend de Marietta Shaginyan, As Notas do Investigador de Lev Sheinin. Boris Akunin é um famoso escritor russo de ficção investigativa histórica na Rússia moderna.

### Estados Unidos
Especialmente nos Estados Unidos, a ficção investigativa surgiu nos anos 1960 e ganhou destaque nas décadas posteriores, como uma forma de os autores levarem histórias sobre várias subculturas para o público convencional. Um estudioso escreveu sobre os romances policiais de Tony Hillerman, ambientados na população nativa americana do Novo México: "muitos leitores americanos provavelmente obtiveram mais informações sobre a cultura navajo tradicional em suas histórias policiais do que em qualquer outro livro recente". Outros escritores notáveis que exploraram comunidades regionais e étnicas em seus romances policiais são Harry Kemelman, cuja série Rabbi Small se passa na comunidade judaica conservadora de Massachusetts, Walter Mosley, cujos livros de Easy Rawlins se passam na comunidade afro-americana da Los Angeles dos anos 1950, e Sara Paretsky, cujos livros de V. I. Warshawski exploraram as várias subculturas de Chicago.

## Subgêneros

### Hardboiled
Martin Hewitt, criado pelo autor britânico Arthur Morrison em 1894, é um dos primeiros exemplos do estilo moderno de detetive particular fictício. Esse personagem é descrito como um "detetive comum" destinado a desafiar o detetive como super-homem que Holmes representava".
No final da década de 1920, Al Capone e a máfia estavam inspirando não apenas medo, mas também despertando a curiosidade do público em geral sobre o submundo do crime americano. Revistas populares de pulp fiction, como a Black Mask, capitalizaram esse fato, pois autores como Carrol John Daly publicaram histórias violentas que se concentravam no caos e na injustiça que cercavam os criminosos, e não nas circunstâncias por trás do crime. Muitas vezes, nem mesmo existia um mistério real: os livros simplesmente giravam em torno da justiça sendo feita àqueles que mereciam um tratamento severo, que era descrito em detalhes explícitos". O tema geral que esses escritores retratavam refletia "a face mutante da própria América".
Na década de 1930, o gênero de detetive particular foi adotado de todo o coração pelos escritores americanos. Um dos principais contribuintes para esse estilo foi Dashiell Hammett, com seu famoso personagem de detetive particular, Sam Spade. Seu estilo de ficção investigativa ficou conhecido como "hardboiled", que é descrito como um gênero que "geralmente lida com atividades criminosas em um ambiente urbano moderno, um mundo de sinais desconectados e estranhos anônimos". "Contadas em linguagem crua e às vezes elegante, por meio dos olhos sem emoção de novos heróis-detetives, essas histórias foram um fenômeno americano".
No final da década de 1930, Raymond Chandler atualizou o formato com seu detetive particular Philip Marlowe, que deu uma voz mais íntima ao detetive do que o estilo mais distanciado de "relatório do agente" das histórias Continental Op de Hammett. Apesar de se esforçar na tarefa de traçar uma história, seu diálogo cadenciado e suas narrações enigmáticas eram musicais, evocando os becos escuros e os bandidos durões, as mulheres ricas e os homens poderosos sobre os quais ele escrevia. Vários filmes de longa-metragem e de televisão foram feitos sobre o personagem Philip Marlowe. James Hadley Chase escreveu alguns romances com detetives particulares como heróis principais, incluindo Blonde's Requiem (1945), Lay Her Among the Lilies (1950) e Figure It Out for Yourself (1950). Os heróis desses romances são típicos detetives particulares, muito parecidos ou plagiando a obra de Raymond Chandler.
Ross Macdonald, pseudônimo de Kenneth Millar, atualizou o formato novamente com seu detetive Lew Archer. Archer, como os heróis fictícios de Hammett, era um olho de câmera, com quase nenhum passado conhecido. "Vire Archer de lado e ele desaparecerá", escreveu um crítico. Dois dos pontos fortes de Macdonald eram o uso da psicologia e sua bela prosa, repleta de imagens. Como outros escritores "hardboiled", Macdonald buscava dar uma impressão de realismo em seu trabalho por meio da violência, do sexo e do confronto. O filme Harper, de 1966, estrelado por Paul Newman, foi baseado na primeira história de Lew Archer, O alvo móvel (1949). Newman reprisou o papel em O círculo da morte em 1976.
Michael Collins, pseudônimo de Dennis Lynds, é geralmente considerado o autor que conduziu o gênero à Era Moderna. Seu detetive particular, Dan Fortune, estava constantemente envolvido no mesmo tipo de histórias de Davi e Golias que Hammett, Chandler e Macdonald escreveram, mas Collins adotou uma tendência sociológica, explorando o significado do lugar de seus personagens na sociedade e o impacto que a sociedade tinha sobre as pessoas. Repletos de comentários e prosa cortada, seus livros eram mais intimistas do que os de seus antecessores, mostrando que o crime pode acontecer na própria sala de estar.
O romance policial era um campo dominado por homens, no qual as autoras raramente encontravam publicação até que Marcia Muller, Sara Paretsky e Sue Grafton foram finalmente publicadas no final dos anos 1970 e início dos anos 1980. A detetive de cada autora, também do sexo feminino, era inteligente e física e conseguia se manter firme. Sua aceitação e sucesso fizeram com que as editoras procurassem outras autoras.

### Invertido
Uma história investigativa invertida, também conhecida como "howcatchem", é uma estrutura de ficção investigativa de mistério de assassinato em que a execução do crime é mostrada ou descrita no início, geralmente incluindo a identidade do perpetrador. Em seguida, a história descreve a tentativa do detetive de resolver o mistério. Também pode haver enigmas secundários, como o motivo pelo qual o crime foi cometido, e eles são explicados ou resolvidos durante a história. Esse formato é o oposto do "whodunit" mais típico, em que todos os detalhes do autor do crime não são revelados até o clímax da história.

### Procedimento policial
Muitas histórias de detetive têm policiais como personagens principais. Essas histórias podem assumir diversas formas, mas muitos autores tentam retratar de forma realista as atividades rotineiras de um grupo de policiais que frequentemente trabalham em mais de um caso simultaneamente. Algumas dessas histórias são whodunits, em outras, o criminoso é bem conhecido, e a questão é obter provas suficientes.
Na década de 1940, o procedimento policial evoluiu como um novo estilo de ficção investigativa. Ao contrário dos heróis de Christie, Chandler e Spillane, o detetive policial estava sujeito a erros e era limitado por regras e regulamentos. Como diz Gary Huasladen em Places for Dead Bodies, "nem todos os clientes eram bombásticos insaciáveis e, invariavelmente, havia vida fora do trabalho". O detetive do procedural policial faz o que os policiais fazem para capturar um criminoso. Entre os escritores estão Ed McBain, P. D. James e Bartholomew Gill.

### Mistério histórico

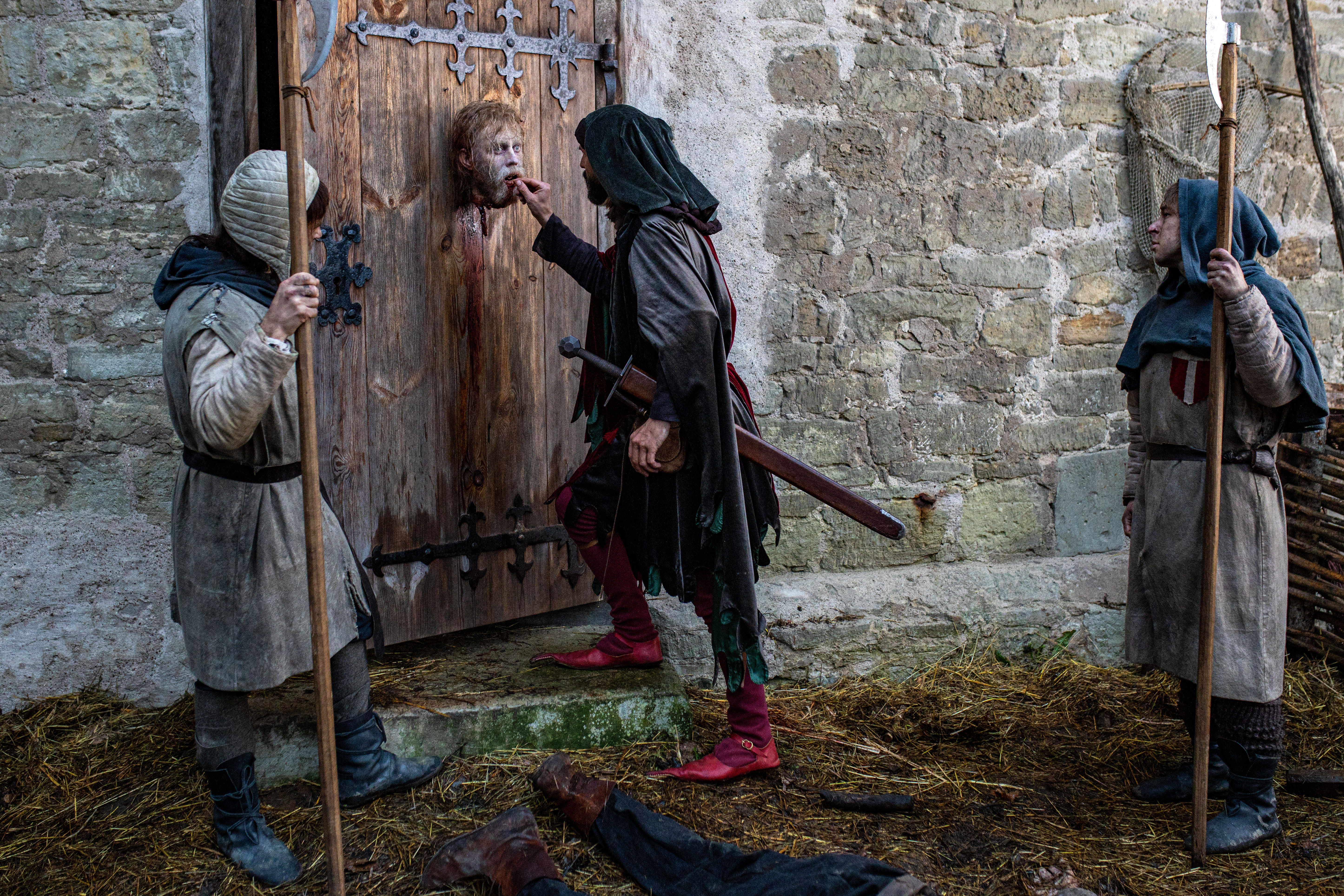
O escritor estoniano Indrek Hargla é conhecido por sua série Melchior the Apothecary, que se passa na Tallinn medieval e também foi adaptada para o cinema

O mistério histórico se passa em um período de tempo considerado histórico do ponto de vista do autor, e o enredo central envolve a solução de um mistério ou crime (geralmente assassinato). Embora existam obras que combinam esses gêneros desde, pelo menos, o início do século XX, muitos atribuem às Crônicas de Cadfael (1977-1994) de Ellis Peters a popularização do que se tornaria conhecido como mistério histórico.
Uma variação dessa história é The Daughter of Time, de Josephine Tey. Nele, o inspetor da Scotland Yard Alan Grant, que se considera um bom avaliador de rostos, fica surpreso ao descobrir que o que ele considera ser o retrato de um homem sensível é, na verdade, o retrato de Ricardo III, que assassinou os filhos de seu irmão para se tornar rei. A história detalha sua tentativa de chegar à verdade histórica para saber se Ricardo III é o vilão que a história fez parecer. O romance foi premiado com o primeiro lugar entre Os 100 Melhores Romances Policiais de Todos os Tempos pela UK Crime Writers' Association e com o quarto lugar entre Os 100 Melhores Romances de Mistério de Todos os Tempos dos Escritores de Mistério da América.

### Mistério aconchegante
O mistério aconchegante começou no final do século XX como uma reinvenção do whodunit da Era de Ouro. Esses romances geralmente evitam a violência e o suspense e frequentemente apresentam detetives amadores do sexo feminino. Os mistérios modernos são frequentemente, embora não necessariamente em ambos os casos, bem-humorados e temáticos (mistério culinário, mistério animal, mistério de quilting, etc.)
Esse estilo apresenta o mínimo de violência, sexo e relevância social, uma solução alcançada pelo intelecto ou intuição em vez de procedimento policial, com a ordem restaurada no final, personagens honrados e bem-educados, e um cenário em uma comunidade fechada. Entre os autores estão Agatha Christie, Dorothy L. Sayers e Elizabeth Daly.

### Mistério de assassino em série
O mistério do assassino em série pode ser considerado um desdobramento do procedural policial. Há romances de mistério antigos em que uma força policial tenta enfrentar o tipo de criminoso conhecido na década de 1920 como maníaco homicida, como alguns dos primeiros romances de Philip Macdonald e o Cat of Many Tails de Ellery Queen. Entretanto, esse tipo de história se tornou muito mais popular após a criação da expressão "serial killer" na década de 1970 e a publicação de O Silêncio dos Inocentes em 1988. Essas histórias frequentemente mostram as atividades de muitos membros de uma força policial ou agência governamental em seus esforços para prender um assassino que está selecionando as vítimas de acordo com alguma base obscura. Elas também costumam ser muito mais violentas e cheias de suspense do que outros mistérios.

### Suspense jurídico
O suspense jurídico ou romance de tribunal também está relacionado à ficção investigativa. O próprio sistema de justiça é sempre uma parte importante dessas obras, às vezes funcionando quase como um dos personagens. Dessa forma, o sistema jurídico fornece a estrutura para o suspense jurídico tanto quanto o sistema do trabalho policial moderno fornece para o procedimento policial. O suspense jurídico geralmente começa com os processos judiciais após o encerramento de uma investigação, muitas vezes resultando em um novo ângulo sobre a investigação, de modo a gerar um resultado final diferente daquele originalmente planejado pelos investigadores. No suspense jurídico, os processos judiciais desempenham um papel muito ativo, para não dizer decisivo, em um caso que chega à sua solução final. Erle Stanley Gardner popularizou o romance de tribunal no século XX com sua série de Perry Mason. Os autores contemporâneos de suspenses jurídicos incluem Michael Connelly, Linda Fairstein, John Grisham, John Lescroart, Paul Levine, Lisa Scottoline e Scott Turow.

### Mistério do quarto trancado
O mistério do quarto trancado é um subgênero da ficção investigativa em que um crime, quase sempre assassinato, é cometido em circunstâncias em que era aparentemente impossível para o autor cometer o crime e/ou evitar a detecção durante a entrada e saída da cena do crime. O gênero foi estabelecido no século XIX. "Os Assassinatos da Rua Morgue" (1841), de Edgar Allan Poe, é considerado o primeiro mistério de quarto trancado, desde então, outros autores têm usado o esquema. O crime em questão normalmente envolve uma cena do crime sem nenhuma indicação de como o intruso poderia ter entrado ou saído, ou seja, um quarto trancado. Seguindo outras convenções da ficção investigativa clássica, o leitor normalmente é apresentado ao quebra-cabeça e a todas as evidências, e é incentivado a resolver o mistério antes que a solução seja revelada em um clímax dramático.

### Ocultista
A ficção investigativa ocultista é um subgênero da ficção investigativa que combina os tropos da ficção investigativa com os da ficção de terror sobrenatural. Diferentemente do detetive tradicional, o detetive ocultista é empregado em casos que envolvem fantasmas, demônios, maldições, mágica, monstros e outros elementos sobrenaturais. Alguns detetives ocultistas são retratados como conhecedores de magia ou como sendo psíquicos ou possuidores de outros poderes paranormais.

## Crítica moderna

### Preservando os segredos das histórias
Mesmo sem querer, anunciantes, críticos, acadêmicos e aficionados às vezes revelam detalhes ou partes do enredo e, às vezes, por exemplo, no caso do romance Eu Sou a Lei, de Mickey Spillane, até mesmo a solução. Após os créditos do filme de Billy Wilder, Testemunha de Acusação, pede-se aos espectadores que não falem com ninguém sobre o enredo para que os futuros espectadores também possam desfrutar plenamente do desvendamento do mistério.

### Plausibilidade e coincidência
Nas séries que envolvem detetives amadores, seus frequentes encontros com o crime geralmente testam os limites da plausibilidade. A personagem Miss Marple aparece em doze romances e vinte contos, De Andrea descreveu a cidade natal de Marple, o pequeno e pacato vilarejo de St. Mary Mead, como tendo "apresentado um espetáculo de depravação humana rivalizado apenas pelo de Sodoma e Gomorra". Da mesma forma, a heroína da TV Jessica Fletcher de Assassinato por Escrito se deparava com corpos onde quer que fosse, mas principalmente em sua pequena cidade natal de Cabot Cove, Maine. O New York Times estimou que, ao final dos 12 anos da série, quase 2% dos moradores da cidade haviam sido mortos. É indiscutivelmente mais convincente se a polícia, os peritos forenses ou profissionais semelhantes se tornarem os protagonistas de uma série de romances policiais.
A série de televisão Monk sempre zombou dessa frequência implausível. O personagem principal, Adrian Monk, é frequentemente acusado de ser um "amuleto do azar" e um "ímã de assassinatos" como resultado da frequência com que os assassinatos acontecem em sua vizinhança.
Da mesma forma, Kogoro Mori, da série de mangás Detective Conan, obteve esse tipo de reputação pouco lisonjeira. Embora Mori seja, na verdade, um detetive particular com sua própria agência, a polícia nunca o consulta intencionalmente enquanto ele tropeça de uma cena de crime para outra.
O papel e a legitimidade da coincidência têm sido frequentemente tema de discussões acaloradas desde que Ronald A. Knox afirmou categoricamente que "nenhum acidente deve ajudar o detetive" (mandamento nº 6 em seu "Decálogo").

### Efeitos da tecnologia
O progresso tecnológico também tornou muitos enredos implausíveis e antiquados. Por exemplo, a predominância de telefones celulares, pagers e PDAs alterou significativamente as situações anteriormente perigosas em que os investigadores tradicionalmente se encontravam.
Uma tática que evita completamente a questão tecnológica é o gênero de investigação histórica. Como a interconexão global torna o suspense legítimo mais difícil de ser alcançado, vários escritores, entre eles Elizabeth Peters, P. C. Doherty, Steven Saylor e Lindsey Davis, evitaram fabricar enredos complicados para gerar tensão, optando, em vez disso, por situar seus personagens em algum período anterior. Essa estratégia força o protagonista a confiar em meios de investigação mais inventivos, já que não contam com as ferramentas tecnológicas disponíveis para os detetives modernos.
Por outro lado, algumas ficções investigativas adotam a tecnologia de computadores em rede e lidam com crimes cibernéticos, como a série de romances Daemon, de Daniel Suarez.

## Mandamentos investigativos
Vários autores tentaram estabelecer uma espécie de lista de "mandamentos do romance policial" para futuros autores do gênero.
De acordo com Vinte Regras para Escrever Histórias de Detetive, de Van Dine, em 1928: "A história de detetive é um tipo de jogo intelectual. É mais do que isso - é um evento esportivo. E para escrever histórias de detetive há leis bem definidas, não escritas, talvez, mas ainda assim obrigatórias, e todo criador de mistérios literários respeitável e que se preze vive de acordo com elas. Aqui está, então, uma espécie de credo, baseado em parte na prática de todos os grandes escritores de histórias investigativas e em parte nos estímulos da consciência interior do autor honesto." Ronald Knox escreveu um conjunto de Dez Mandamentos ou Decálogo em 1929, veja o artigo sobre a Era de Ouro da ficção investigativa.
Um consenso geral entre os autores de ficção policial é que há um conjunto específico de regras que devem ser aplicadas para que um romance seja realmente considerado parte do gênero de ficção investigativa. Conforme observado em "Introduction to the Analysis of Crime Fiction" (Introdução à análise da ficção policial), a ficção policial dos últimos 100 anos geralmente contém as seguintes regras fundamentais para ser um romance policial:
- Um crime, na maioria das vezes um assassinato, é cometido no início da narrativa;

- Há uma variedade de suspeitos com diferentes motivos;

- Um personagem central atua formal ou informalmente como detetive;

- O detetive coleta evidências sobre o crime e sua vítima;

- Normalmente, o detetive entrevista os suspeitos, bem como as testemunhas;

- O detetive resolve o mistério e indica o verdadeiro criminoso;

- Normalmente, esse criminoso é preso ou punido de outra forma.

## Detetives fictícios marcantes

### Sherlock Holmes
Sherlock Holmes é um detetive britânico fictício criado por Sir Arthur Conan Doyle. Depois de aparecer pela primeira vez em Um Estudo em Vermelho, as histórias de Sherlock Holmes não foram um sucesso imediato. Entretanto, após ser publicado na Strand Magazine em 1891, o detetive tornou-se inquestionavelmente popular. Após o sucesso de Sherlock Holmes, muitos escritores de mistério imitaram a estrutura de Doyle em suas próprias histórias de detetive e copiaram as características de Sherlock Holmes em seus próprios detetives.
A série Sherlock Holmes talvez seja a forma mais popular de ficção investigativa. Doyle tentou matar o personagem depois de vinte e três histórias, mas, a pedido popular, continuou a escrever os contos de Holmes. A popularidade de Sherlock Holmes vai além da mídia escrita. Por exemplo, a série de TV Sherlock, produzida pela BBC, ganhou um grande número de seguidores depois de ir ao ar pela primeira vez em 2010, o que gerou um interesse renovado do público em geral pelo personagem. Devido à popularidade de Holmes, Conan Doyle era frequentemente considerado "tão conhecido quanto a Rainha Vitória".

### Hercule Poirot
Hercule Poirot é um detetive particular belga fictício, criado por Agatha Christie. Como um dos personagens mais famosos e longevos de Christie, Poirot apareceu em 33 romances, uma peça (Black Coffee) e mais de 50 contos, publicados entre 1920 e 1975. Hercule Poirot apareceu pela primeira vez em O Misterioso Caso de Styles, publicado em 1920, e morreu em Cai o Pano, publicado em 1975, que é o último trabalho de Agatha Christie. Em 6 de agosto de 1975, o The New York Times publicou o obituário da morte de Poirot com a capa do romance recém-publicado em sua primeira página.

### C. Auguste Dupin
Le Chevalier C. Auguste Dupin é um personagem fictício criado por Edgar Allan Poe. Dupin fez sua primeira aparição em "Os Assassinatos da Rua Morgue" (1841), amplamente considerada a primeira história de ficção investigativa. Ele reaparece em "O Mistério de Marie Rogêt" (1842) e "A Carta Roubada" (1844).
C. Auguste Dupin é geralmente reconhecido como o protótipo de muitos detetives de ficção que foram criados posteriormente, incluindo Sherlock Holmes, de Arthur Conan Doyle, e Hercule Poirot, de Agatha Christie. Conan Doyle escreveu certa vez: "Cada uma [das histórias de detetive de Poe] é uma raiz a partir da qual toda uma literatura se desenvolveu [...] Onde estava a história de detetive até que Poe lhe deu o sopro da vida?".

### Ellery Queen
Ellery Queen é um detetive fictício criado pelos escritores americanos Manfred Bennington Lee e Frederic Dannay, bem como o pseudônimo conjunto dos primos Dannay e Lee. Ele apareceu pela primeira vez em O Mistério do Chapéu Romano (1929) e estrelou mais de 30 romances e várias coleções de contos. Durante a década de 1930 e grande parte da década de 1940, Ellery Queen foi possivelmente o mais conhecido detetive americano de ficção investigativa.

## Estreias e aparições finais de detetives
Muitos detetives aparecem em mais de um romance ou história. Veja a seguir está uma lista de algumas histórias de estreia e aparições finais:
| Detetive                                       | Autor                                                  | Estreia                                             | Última aparição                                                                                    |
| ---------------------------------------------- | ------------------------------------------------------ | --------------------------------------------------- | -------------------------------------------------------------------------------------------------- |
| Misir Ali                                      | Humayun Ahmed                                          | Devi                                                | Jakhan Namibe Andhar                                                                               |
| Roderick Alleyn                                | Ngaio Marsh                                            | Um Homem Morto                                      | A Luz Engrossa                                                                                     |
| Lew Archer                                     | Ross Macdonald                                         | O Alvo Móvel                                        | Um Retrato Fatal                                                                                   |
| Byomkesh Bakshi                                | Sharadindu Bandyopadhyay                               | Satyanweshi                                         | Bishupal Badh                                                                                      |
| Alan Banks                                     | Peter Robinson                                         | Gallows View                                        | |
| Parashor Barma                                 | Premendra Mitra                                        | Goenda Kobi Parashar                                | Ghanada O Dui Doshor Mamababu O Parashar                                                           |
| Tom Barnaby                                    | Caroline Graham                                        | The Killings at Badger's Drift                      | A Ghost in the Machine                                                                             |
| J. P. Beaumont                                 | J. A. Jance                                            | Until Proven Guilty                                 | |
| Martin Beck                                    | Maj Sjöwall e Per Wahlöö                               | Roseanna                                            | The Terrorists                                                                                     |
| Bimal                                          | Hemendra Kumar Roy                                     | Jakher Dhan                                         | |
| Anita Blake                                    | Laurell K. Hamilton                                    | Prazeres Malditos                                   | |
| Sexton Blake                                   | Harry Blyth, George Hamilton Teed, Edwy Searles Brooks | The Missing Millionaire                             | |
| Harry Bosch                                    | Michael Connelly                                       | The Black Echo                                      | |
| Joanna Brady                                   | J. A. Jance                                            | Desert Heat                                         | |
| Jackson Brodie                                 | Kate Atkinson                                          | Case Histories                                      | |
| Father Brown                                   | G. K. Chesterton                                       | A Cruz Azul                                         | The Mask of Midas                                                                                  |
| Irmão Cadfael                                  | Ellis Peters                                           | Um Gosto Mórbido por Ossos                          | A Penitência do Irmão Cadfael                                                                      |
| Jack Caffery                                   | Mo Hayder                                              | Os Pássaros da Morte                                | Wolf                                                                                               |
| Vincent Calvino                                | Christopher G. Moore                                   | Spirit House                                        | |
| Albert Campion                                 | Margery Allingham                                      | The Crime at Black Dudley                           | The Mind Readers (última história por Allingham)                                                   |
| Albert Campion                                 | Margery Allingham                                      | The Crime at Black Dudley                           | Mr. Campion's Falcon (última história por Philip Youngman Carter)                                  |
| Albert Campion                                 | Margery Allingham                                      | The Crime at Black Dudley                           | (A série continua sendo escrita por Mike Ripley)                                                   |
| Georgia Cantini                                | Grazia Verasani                                        | Quo Vadis, Baby?                                    | |
| Nick e Nora Charles                            | Dashiell Hammett                                       | A Ceia dos Acusados                                 | A Ceia dos Acusados                                                                                |
| Cao Chen                                       | Xiaolong Qiu                                           | Death of a Red Heroine                              | |
| Elvis Cole                                     | Robert Crais                                           | The Monkey's Raincoat                               | |
| Quinn Colson                                   | Ace Atkins                                             | The Ranger                                          | |
| The Continental Op                             | Dashiell Hammett                                       | Arson Plus                                          | Maldição em Família                                                                                |
| Lord Edward Corinth e Verity Browne            | David Roberts                                          | Sweet Poison                                        | Sweet Sorrow                                                                                       |
| Jerry Cornelius                                | Michael Moorcock                                       | The Final Programme                                 | |
| Dr. Phil D'Amato                               | Paul Levinson                                          | The Chronology Protection Case                      | |
| Harry D'Amour                                  | Clive Barker                                           | A Última Ilusão                                     | |
| Adam Dalgliesh                                 | PD James                                               | O Enigma de Sally                                   | Paciente Particular                                                                                |
| Andrew Dalziel and Peter Pascoe                | Reginald Hill                                          | A Clubbable Woman                                   | Midnight Fugue                                                                                     |
| Peter Decker                                   | Faye Kellerman                                         | The Ritual Bath                                     | |
| Alex Delaware                                  | Jonathan Kellerman                                     | When the Bough Breaks                               | |
| Harry Devlin                                   | Martin Edwards                                         | All the Lonely People                               | |
| Peter Diamond                                  | Peter Lovesey                                          | The Last Detective                                  | |
| Harry Dresden                                  | Jim Butcher                                            | Storm Front                                         | |
| Nancy Drew                                     | Carolyn Keene                                          | Os Inquéritos de Nancy - O Segredo do Velho Relógio | |
| Auguste Dupin                                  | Edgar Allan Poe                                        | Os Assassinatos da Rua Morgue                       | A Carta Roubada                                                                                    |
| Marcus Didius Falco                            | Lindsey Davis                                          | Os Porcos de Prata                                  | |
| Feluda                                         | Satyajit Ray                                           | Feludar Goendagiri                                  | Robertson-er Ruby                                                                                  |
| Erast Fandorin                                 | Boris Akunin                                           | Rainha do Inverno                                   | |
| Kate Fansler                                   | Amanda Cross                                           | In the Last Analysis                                | The Edge of Doom                                                                                   |
| Dr. Gideon Fell                                | John Dickson Carr                                      | Hag's Nook                                          | Dark of the Moon                                                                                   |
| Sir John Fielding e Jeremy Proctor             | Bruce Alexander                                        | Blind Justice                                       | |
| Tecumseh Fox                                   | Rex Stout                                              | Double for Death                                    | The Broken Vase                                                                                    |
| Rei Furuya                                     | Gosho Aoyama                                           | Detective Conan                                     | |
| Dirk Gently (Svlad Cjelli)                     | Douglas Adams                                          | Agência de Investigações Holísticas Dirk Gently     | The Long Dark Tea-Time of the Soul (último trabalho concluído)                                     |
| Dirk Gently (Svlad Cjelli)                     | Douglas Adams                                          | Agência de Investigações Holísticas Dirk Gently     | The Salmon of Doubt (inacabado)                                                                    |
| Ganesh Ghote                                   | H. R. F. Keating                                       | The Perfect Murder                                  | A Small Case for Inspector Ghote?                                                                  |
| George Gideon                                  | John Creasey                                           | Um Crime por Dia                                    | Gideon's Drive                                                                                     |
| Gordiano, o Descobridor                        | Steven Saylor                                          | Sangue Romano                                       | |
| Saguru Hakuba                                  | Gosho Aoyama                                           | Magic Kaito                                         | |
| Mike Hammer                                    | Mickey Spillane                                        | Eu Sou a Lei                                        | O Beco Negro (última história por Spillane)                                                        |
| Mike Hammer                                    | Mickey Spillane                                        | Eu Sou a Lei                                        | (A série continua a partir de manuscritos inacabados de Spillane concluídos por Max Allan Collins) |
| The Hardy Boys                                 | (ghostwriters)                                         | O Tesouro da Torre                                  | |
| Heiji Hattori                                  | Gosho Aoyama                                           | Detective Conan                                     | |
| Tony Hill                                      | Val McDermid                                           | O Canto das Sereias                                 | |
| Neil Hockaday                                  | Thomas Adcock                                          | Sea of Green                                        | Grief Street                                                                                       |
| Sherlock Holmes                                | Sir Arthur Conan Doyle                                 | Um Estudo em Vermelho                               | O Velho Solar de Shoscombe                                                                         |
| Jayanta                                        | Hemendra Kumar Roy                                     | Jayanter Keerti                                     | |
| Art Keller                                     | Don Winslow                                            | The Power of the Dog                                | |
| Craig Kennedy                                  | Arthur B. Reeve                                        | The Silent Bullet                                   | The Stars Scream Murder                                                                            |
| Sammy Keyes                                    | Wendelin Van Draanen                                   | Sammy Keyes and the Hotel Thief                     | |
| Kikira                                         | Bimal Kar                                              | Kapalikera Ekhono Ache                              | Ekti Photo Churir Rahasya                                                                          |
| Shinichi Kudo / Conan Edogawa                  | Gosho Aoyama                                           | Detective Conan                                     | |
| Jake Lassiter                                  | Paul Levine                                            | "To Speak For The Dead"                             | |
| Charles Latimer                                | Eric Ambler                                            | A Máscara de Dimitrios                              | The Intercom Conspiracy                                                                            |
| Joe Leaphorn                                   | Tony Hillerman                                         | The Blessing Way                                    | |
| Nelson Lee                                     | Maxwell Scott                                          | A Dead Man's Secret                                 | Waldo, the Gang Buster                                                                             |
| Inspetor Lund                                  | Willy Corsari                                          | Het Mysterie van de Mondscheinsonate                | Spelen met de Dood                                                                                 |
| Thomas Lynley e Barbara Havers                 | Elizabeth George                                       | A Great Deliverance                                 | |
| John Madden                                    | Rennie Airth                                           | River of Darkness                                   | |
| Jules Maigret                                  | Georges Simenon                                        | Pietr, o letão                                      | Maigret e o Sumiço do Sr. Charles                                                                  |
| Philip Marlowe                                 | Raymond Chandler                                       | O Sono Eterno                                       | Para Sempre ou Nunca Mais                                                                          |
| Miss Marple                                    | Agatha Christie                                        | Assassinato na Casa do Pastor                       | Um Crime Adormecido                                                                                |
| Darren Matthews                                | Attica Locke                                           | Bluebird, Bluebird                                  | |
| Travis McGee                                   | John D. MacDonald                                      | O Adeus Profundo E Azul                             | O Mistério Do Iate Desaparecido                                                                    |
| Sir Henry Merrivale                            | Carter Dickson                                         | The Plague Court Murders                            | The Cavalier's Cup                                                                                 |
| Kinsey Millhone                                | Sue Grafton                                            | "A" de Álibi                                        | "Y" Is for Yesterday                                                                               |
| Kiyoshi Mitarai                                | Soji Shimada                                           | The Tokyo Zodiac Murders                            | Final Pitch                                                                                        |
| Kogoro Mori                                    | Gosho Aoyama                                           | Detective Conan                                     | |
| Inspetor Morse                                 | Colin Dexter                                           | Last Bus to Woodstock                               | Remorseful Day                                                                                     |
| Thursday Next                                  | Jasper Fforde                                          | The Eyre Affair                                     | |
| Gideon Oliver                                  | Aaron Elkins                                           | Fellowship of Fear                                  | |
| Jimmy Perez                                    | Ann Cleeves                                            | Raven Black                                         | |
| Stephanie Plum                                 | Janet Evanovich                                        | Um Dinheiro Nada Fácil                              | |
| Hercule Poirot                                 | Agatha Christie                                        | O Misterioso Caso de Styles                         | Cai o Pano                                                                                         |
| Ellery Queen                                   | Ellery Queen                                           | O Mistério do Chapéu Romano                         | A Prova dos Nove                                                                                   |
| Jack Reacher                                   | Lee Child                                              | Dinheiro Sujo                                       | |
| Preciosa Ramotswe                              | Alexander McCall Smith                                 | a Agência No.1 de Mulheres Detetives                | |
| John Rebus                                     | Ian Rankin                                             | Knots and Crosses                                   | |
| Dave Robicheaux                                | James Lee Burke                                        | The Neon Rain                                       | |
| Kiriti Roy                                     | Nihar Ranjan Gupta                                     | Kalo Bhramar                                        | Avagunthita                                                                                        |
| Lincoln Rhyme                                  | Jeffery Deaver                                         | O Colecionador de Ossos                             | |
| Huo Sang                                       | Chen Xiaoqing                                          | The Shadow in the Lamplight                         | |
| Matthew Scudder                                | Lawrence Block                                         | Os Pecados dos Pais                                 | |
| Masumi Sera                                    | Gosho Aoyama                                           | Detective Conan                                     | |
| Dan Shepherd                                   | Stephen Leather                                        | True Colours                                        | |
| Miss Silver                                    | Patricia Wentworth                                     | O Máscara Cinzenta                                  | The Girl in the Cellar                                                                             |
| Arthur Simpson                                 | Eric Ambler                                            | Topkapi                                             | O Soldado da Fortuna                                                                               |
| Rabino David Small                             | Harry Kemelman                                         | Sexta-Feira o Rabino Acordou Tarde                  | O Dia em Que o Rabino Foi Embora                                                                   |
| Sam Spade                                      | Dashiell Hammett                                       | O Falcão Maltês                                     | They Can Only Hang You Once                                                                        |
| Spenser                                        | Robert B. Parker                                       | The Godwulf Manuscript                              | Sixkill (último romance concluído por Parker)                                                      |
| Spenser                                        | Robert B. Parker                                       | The Godwulf Manuscript                              | (Continuação da série escrita por Ace Atkins)                                                      |
| Vera Stanhope                                  | Ann Cleeves                                            | The Crow Trap                                       | |
| Cormoran Strike                                | J.K. Rowling (sob o pseudônimo de Robert Galbraith)    | O Chamado do Cuco                                   | |
| Tintin                                         | Hergé                                                  | Tintim no País dos Sovietes                         | Tintin e os Pícaros (último trabalho concluído)                                                    |
| Tintin                                         | Hergé                                                  | Tintim no País dos Sovietes                         | Tintim e a Alph-Ar(inacabado)                                                                      |
| Tommy e Tuppence (Thomas e Prudence Beresford) | Agatha Christie                                        | O Adversário Secreto                                | Portal do Destino                                                                                  |
| Philip Trent                                   | E. C. Bentley                                          | O Último Caso de Trent                              | Trent Intervenes                                                                                   |
| Kurt Wallander                                 | Henning Mankell                                        | Assassino Sem Rosto                                 | Um Homem Inquieto                                                                                  |
| V.I. Warshawski                                | Sara Paretsky                                          | Indemnity Only                                      | |
| Willam Warwick                                 | Jeffrey Archer                                         | Quem Não Arrisca...                                 | |
| Reginald Wexford                               | Ruth Rendell                                           | Noturno para Margaret                               | No Man's Nightingale                                                                               |
| Lord Peter Wimsey                              | Dorothy L. Sayers                                      | Um Corpo na Banheira                                | Lua de mel, crime e mistério (último romance concluído por Sayers)                                 |
| Lord Peter Wimsey                              | Dorothy L. Sayers                                      | Um Corpo na Banheira                                | Talboys (última história concluída por Sayers)                                                     |
| Lord Peter Wimsey                              | Dorothy L. Sayers                                      | Um Corpo na Banheira                                | The Late Scholar (última história concluída por Jill Paton Walsh)                                  |
| Nero Wolfe                                     | Rex Stout                                              | Picardia Mortal                                     | Caso em Família (último romance concluído por Stout)                                               |
| Nero Wolfe                                     | Rex Stout                                              | Picardia Mortal                                     | (Continuação da série escrita por Robert Goldsborough)                                             |
| Manabu Yukawa                                  | Keigo Higashino                                        | Tantei Galileo (Detetive Galileo)                   | |

## Livros
- Bloody Murder: From the Detective Story to the Crime Novel – A History de Julian Symons ISBN 0571094651 (em inglês)
- Stacy Gillis e Philippa Gates (Editors), The Devil Himself: Villainy in Detective Fiction and Film, Greenwood, 2001. ISBN 0313316554 (em inglês)
- The Manichean Investigators: A Postcolonial and Cultural Rereading of the Sherlock Holmes and Byomkesh Bakshi Stories de Pinaki Roy, Nova Deli: Sarup and Sons, 2008, ISBN 978-8176258494 (em inglês)
- Killer Books de Jean Swanson & Dean James, edição Berkley Prime Crime 1998, Penguin Putnam Inc. Nova Iorque ISBN 0425162184 (em inglês)
- Delightful Murder: A Social History of the Crime Story de Ernest Mandel, 1985. Univ. of Minnesota Press. ISBN 0861046005 (em inglês)
- Clifford's War: The Bluegrass Battleground de J. Denison Reed ISBN 978-1737164029 (em inglês)